# День вчителя (фільм)
«День вчителя» — російський художній фільм-драма режисера Сергія Мокрицькиого, що вийшов на екрани в 2012 році.

## Зміст
Головний герой — викладач літератури в школі. Сучасний світ жорстокий до скромних і тихих інтелігентів, а впоратися з нинішніми дітьми і навчити їх чому-небудь вкрай непросте завдання. Але тільки праця таких самовідданих і скромних героїв ще утримує величезну країну на краю прірви невігластва і гріховності.

## Ролі
| Актор              | Роль |
| ------------------ | ---- |
| Анатолій Кот       | -    |
| Світлана Немоляєва | -    |
| Ірина Рахманова    | -    |
| Людмила Титова     | -    |
| Андрій Більжо      | -    |

## Знімальна група
- Режисер — Сергій Мокрицький
- Сценарист — Сергій Мокрицький
- Продюсер — Наталя Мокрицька, Уляна Савельєва
- Композитор — Олександр Маноцков